# Dingcun (socken i Kina, Henan, lat 35,23, long 113,70)
Dingcun (kinesiska: 丁村, 丁村乡) är en socken i Kina. Den ligger i provinsen Henan, i den centrala delen av landet, omkring 52 kilometer norr om provinshuvudstaden Zhengzhou. Antalet invånare är 42 516. Befolkningen består av 21 351 kvinnor och 21 165 män. Barn under 15 år utgör 26,0 %, vuxna 15-64 år 64 %, och äldre över 65 år 8,0 %.
Genomsnittlig årsnederbörd är 656 millimeter. Den regnigaste månaden är juli, med i genomsnitt 175 mm nederbörd, och den torraste är januari, med 3 mm nederbörd.